# Ochrodota major
Ochrodota major là một loài bướm đêm thuộc phân họ Arctiinae, họ Erebidae.